# NGC 440
NGC 440 es una galaxia espiral de la constelación de Tucana. 
Fue descubierta el 27 de septiembre de 1834 por el astrónomo John Herschel.